# Oxbow World Longboard Championship 1995
 (mars 2023).
Si vous disposez d'ouvrages ou d'articles de référence ou si vous connaissez des sites web de qualité traitant du thème abordé ici, merci de compléter l'article en donnant les références utiles à sa vérifiabilité et en les liant à la section « Notes et références ».
L'Oxbow World Longboard Championship 1995 est une compétition de Longboard disputée en 1995 à Saint-Leu, une commune de l'ouest de l'île de La Réunion, dans le sud-ouest de l'océan Indien. Dotée de 45 000 dollars, elle est remportée par Rusty Keaulana, surfeur américain originaire d'Hawaï.

## Participants
- Michel Demont
- Zack Howard.
- Bonga Perkins.
- Rusty Keaulana.
- Alex Salazar.
- Joël Tudor.
- Beau Young.